# 金鼎綜合證券
金鼎綜合證券（簡稱金鼎證券，臺證所：6012）是一家過去曾經存在於台灣的證券公司，為台灣第一家同時由國內與外商合作成立的證券公司 ，創立於1988年，當時主要股東包括：張平沼（時任立法委員）、中鼎投資、怡富資產管理、羅根富林明、洛克斐勒集團。
1991年起金鼎證券陸續併入新竹寶石證券、士林證券及屏東盛發證券、桃園大欣證券、台南富鴻證券，並於1996年上櫃。
2005年，金鼎證券被開發金控鎖定敵意併購，開始持續買入其股票，直到2009年開發金控已取得超過48%的股權；期間金鼎證券創辦人張平沼與開發金控多次攻防，還牽出開發金控負責人辜仲瑩涉嫌利用資訊進行內線交易、背信以及違反公開收購規定偽造文書遭起訴。
在2009年金鼎證券股東會的董事改選中，開發金控與張平沼各自宣佈自己獲得過半董事席次。爭議持續到隔年中仍未解決，使得金鼎証券遭台北地檢署派駐金管會檢察官聲請指派「臨時管理人」接管金鼎證券並獲得台北地院裁定。
最終在2010年底，經金管會協調後，決定改由群益證券扮演白武士出面買下金鼎證券，解決了長達五年的經營權大戰。2011年，金鼎証券與群益證券合併，金鼎証券為消滅公司；合併後的群益証券則更名為群益金鼎證券，成為當時台灣經紀業務排名第四的證券公司。

## 外部連結
- 金鼎證券 （页面存档备份，存于）